# Anthony Parker
Anthony Michael Parker (Naperville, Illinois, 19. lipnja 1975.) američki je profesionalni košarkaš. Igra na poziciji bek šutera, a trenutačno je član NBA momčadi Cleveland Cavaliersa. Izabran je u 1. krugu (24. ukupno) NBA drafta 1997. od strane New Jersey Netsa. Većinu svoje karijere proveo je u Europi gdje je postao prava košarkaška zvijezda. Pet godina je proveo u dresu izraelskog Maccabi Tel Aviva i jednu sezonu u dresu talijanske Lottomatice Rim. S Maccabijem je osvojio pet naslova izraelskog prvenstva, pet izraelskih kupova, dvije Eurolige, jednu Suproligu i dvije uzastopne nagrade za najboljeg igrača (MVP) Eurolige. Nakon što se u NBA vratio kao slobodan igrač, potpisao je za Toronto Raptorse. U prvoj sezoni s Raptorsima pomogao je klubu izboriti naslov divizijskog prvaka, prvo doigravanje i najbolji omjer pobjeda i poraza u povijesti franšize.  Uvršten je među 50 osoba koje su najviše pridonijele Euroligi.

## Životopis

### Košarkaški počeci
Karijeru je započeo u srednjoškolskoj momčadi Naperville Centrala. Poslije srednje škole odlazi na sveučilište Bradley, gdje je na kraju treće sezone prosječno postizao 18.9 poena, bude imenovan za MVP konferencije Missouri Valley (MVC) i izabran u prvu momčad All-MVC konferencije. Nakon što je četiri godine proveo na sveučilištu Bradley, Parker je izabran u 1. krugu (24. ukupno) NBA drafta 1997. od strane New Jersey Netsa, međutim naknadno je u velikoj razmjeni igrača zamijenjen u Philadelphiu 76erse. U dvije sezone provedene u 76ersima, Parker je uvelike zbog ozljeda ukupno odigrao samo 39 utakmica, a prosječno po susretu igrao 5 minuta i ukupno sakupio samo 74 poena i 26 skokova. Prije početka sezone 1999./00. naknadno je zamijenjen zajedno s Harvey Grantom u Orlando Magic za Billy Owensa.
U Orlandu se nije najbolje snašao i borio se za svoju minutažu. Prije nego što ga je Orlando u siječnju 2000. otpustio, Parker je za Magic odigrao 16 utakmica i prosječno postizao 3.6 poena i 1.7 skokova. Sezonu je završio kao član CBA lige Quad City Thundera, u čijem je dresu prosječno postizao 11.5 poena u 26 odigranih utakmica.

### Europska karijera
Razočaran zbog neuspjeha u NBA, Parker se je u spašavanju svoje košarkaške karijere odlučio na odlazak u Europu, namjeravajući se vratiti u NBA nakon jedne dobre sezone u nekom europskom klubu. U sezoni 2000./01. odlazi u izraelskog euroligaša Maccabi Tel Aviv. U početku, on i njegova supruga bili su prestrašeni zbog iznenadnih bombaških napada na Tel Aviv.  U svojoj prvoj sezoni u novom klubu Parker je postao jednim od glavnih kotačića momčadi. U klub je doveden kao pouzdani bek šuter, međutim sezonu je završio kao bek šuter i razigravač. Parker je u prvoj europskoj sezoni osvojio izraelsko prvenstvo i kup, i Suproligu. U sezoni 2001./02. prosječno je postizao 16.4 poena i 5.2 skoka po susretu, a na kraju sezone s Maccabijem ponovo osvojio izraelsko prvenstvo i kup. Parker je Izrael napustio 2000., a u siječnju 2003. potpisao za talijansku Lottomaticu Rim. Za Lottomaticu je odigrao 27 utakmica u talijanskom prvenstvu i prosječno postizao 14.5 poena i 5.6 skokova po susretu. Međutim, nakon samo pola godine provedene u Italiji vraća se u izraelski Maccabi. Od povratka u klub osvojio je dvije "trostruke krune", izraelsko prvenstvu i kup, i dva naslova Eurolige 2005. i 2005. godine.  U međuvremenu je proglašen za najboljeg najkorisnijeg igrača izraelskog prvenstva i najkorisnijeg igrača Final Foura Eurolige 2003./04. Sljedeće sezone proglašen je za nakorisnijeg igrača Eurolige i izabran u početnu petorku najjačeg europskog klupskog natjecanja. Sezona 2004./05. pokazala se kao njegova najbolja europska sezona. Postizao je rekordnih 18 poena, 5.4 skoka i 3.6 asistencija po susretu. U svojoj posljednjoj sezoni u Maccabiju vodio je klub do još jedne domaće dvostruke krune i finala Eurolige 2005./06., u kojem je Maccabi poražen 73-69 od ruskog CSKA Moskve. Ipak, Parker je po drugi puta uzastopno odnio nagradu najkorisnijeg igrača Eurolige i uvršten u prvu petorku natjecanja. U izraelskom prvenstvu prosječno je postizao 13.6 poena, 4.8 skokova i 1.8 ukradenih lopti, dok je u Euroligi njegov prosjek iznosio 15.8 poena, 5.7 skokova i 1.6 ukradenih lopti. Nakon šest uspješnih godina provedenih u Europi, Parker se odlučio na povratak u NBA.

### Povratak u NBA

#### Toronto Raptors
U listopadu 2005. tijekom predsezonske utakmice između Maccabija i Toronto Raptorsa, Parker je pogodio pobjednički šut sekundu prije kraja za pobjedu Maccabija od 105-103. Odličnim igrama i igračkim sposobnostima uvjerio je čelnike Toronta da ga dovedu u svoje redove. Parkera je kao slobodnog igrača u srpnju 2006. generalni menadžer Raptorsa Bryan Colangelo doveo u njihovu momčad za sezonu 2006./07. Potpisao je trogodišnji ugovor vrijedan otprilike 12 milijuna $, pridruživši se nedavnim Europljaninma u redovima Raptorsa, španjolcima Jorge Garbajosi i José Calderónu. U svojoj prvoj sezoni u Torontu prosječno je postizao 12.4 poena, 3.9 skokova i 2.1 asistencuju, predvodeći momčad u šutu za tricu i postotku pogođenih slob. bacanja. Parkerove obrambene i napadače sposobnosti pomogle su Raptorsima osvojiti njihov prvi naslov divizijskog prvaka, prvo doigravanje i najbolji omjer pobjeda i poraza u povijesti franšize.  U prvom krugu doigravanja 2007., Parker je u susretu protiv New Jersey Netsa bio zadužen za čuvanje njihovog najboljeg igrača Vince Cartera. U prve dvije utakmice doigravanja prislio je Cartera da šutira loših 13/43 iz igre. Međutim, Raptorsi su eliminirani od Netsa nakon 6 utakmice. 4. travnja 2007. izabran je za NBA nagradu "Sportske osobe godine" u sezoni 2006./07.  To je nagrada koja se dodjeljuje sportašima koji su svojim uzorom i ponašanjem zaslužili na sportskim terenima. U sezoni 2007./08., Parker je postao startnim bek šuterom kluba i zajedno s novakom Jamariom Moonom činio vanjski tandem Raptorsa.  U sezoni 2007./08. koja je bila obillježena ozljedama ključnih igrača, Parker je uspio odigrati svih 82 utakmice regularnog dijela sezone i osigurati Torontu doigravanje. Međutim, Raptorsi su eliminirani u prvom krugu od Orlando Magica u 5 utakmica. Parker je kasnije od strane ESPN-a kao najbolji euroligaški igrač koji jw zaigrao u NBA ligi. U sljedećoj sezoni igrao je u različitoj ulogi od prethodne. Kao prvo, Jason Kapono je nakon otpuštanja Sama Mitchella premješten na poziciju prvog bek šutera momčadi. Kada se Calderon ozljedio, zajedno se sa suigračem Ukićem smjenjivao na poziciji razigravača. U prosincu se mučio sa šutom, ali u siječnju 2009. pomogao je Raptorsima poboljšati loš omjer pobjeda i poraza u sezoni.

#### Cleveland Cavaliers
8. srpnja 2009. nakon što je bio slobodan igrač odlučio je potpisati ugovor vrijedan 5,8 milijuna dolara za Cleveland Cavalierse.

## NBA statistika

#### Regularni dio
| Godina    | Klub         | Odig. uta. | Uta. poč. | Min. | 2P%   | 3P%  | Sl. bac.% | Skok. | Asist. | Ukr. lop. | Blok. | Poena |
| --------- | ------------ | ---------- | --------- | ---- | ----- | ---- | --------- | ----- | ------ | --------- | ----- | ----- |
| 1997./98. | Philadelphia | 37         | 0         | 5.3  | .397  | .321 | .650      | .7    | .5     | .3        | .1    | 1.9   |
| 1998./99. | Philadelphia | 2          | 0         | 1.5  | 1.000 | .000 | .000      | .0    | .0     | .0        | .0    | 1.0   |
| 1999./00. | Orlando      | 16         | 0         | 11.6 | .421  | .071 | .727      | 1.7   | .6     | .5        | .3    | 3.6   |
| 2006./07. | Toronto      | 73         | 73        | 33.4 | .477  | .441 | .835      | 3.9   | 2.1    | 1.0       | .2    | 12.4  |
| 2007./08. | Toronto      | 82         | 82        | 32.1 | .476  | .438 | .816      | 4.1   | 2.2    | 1.0       | .2    | 12.5  |
| 2008./09. | Toronto      | 80         | 71        | 33.0 | .426  | .390 | .834      | 4.0   | 3.4    | 1.3       | .2    | 10.7  |
| 2009./10. | Cleveland    | 81         | 81        | 27.5 | .434  | .414 | .789      | 2.9   | 1.9    | .8        | .2    | 7.3   |
| 2010./11. | Cleveland    | 72         | 65        | 29.0 | .399  | .379 | .779      | 3.0   | 3.0    | .9        | .1    | 8.3   |
| 2011./12. | Cleveland    | 51         | 51        | 25.1 | .433  | .362 | .625      | 2.7   | 2.4    | .7        | .1    | 7.2   |
| Ukupno    |              | 494        | 423       | 27.8 | .444  | .404 | .794      | 3.2   | 2.3    | .9        | .2    | 9.1   |

#### Doigravanje
| Godina    | Klub      | Odig. uta. | Uta. poč. | Min. | 2P%  | 3P%  | Sl. bac.% | Skok. | Asist. | Ukr. lop. | Blok. | Poena |
| --------- | --------- | ---------- | --------- | ---- | ---- | ---- | --------- | ----- | ------ | --------- | ----- | ----- |
| 2006./07. | Toronto   | 6          | 6         | 40.0 | .419 | .400 | .795      | 5.3   | 1.0    | 1.5       | .3    | 15.2  |
| 2007./08. | Toronto   | 5          | 5         | 39.2 | .408 | .294 | .857      | 6.0   | 2.0    | .8        | .4    | 11.4  |
| 2009./10. | Cleveland | 11         | 11        | 30.1 | .436 | .455 | .733      | 2.4   | 1.3    | .8        | .3    | 8.3   |
| Ukupno    |           | 22         | 22        | 34.8 | .434 | .407 | .794      | 4.0   | 1.4    | 1.0       | .3    | 10.9  |

## Euroliga statistika
| Godina  | Klub    | Odig. uta. | Uta. poč. | Min. | 2P%  | 3P%  | Sl. bac.% | Skok. | Asist. | Ukr. lop. | Blok. | Poena | Val. |
| ------- | ------- | ---------- | --------- | ---- | ---- | ---- | --------- | ----- | ------ | --------- | ----- | ----- | ---- |
| 2001–02 | Maccabi | 20         | 19        | 34.6 | .504 | .339 | .726      | 5.2   | 1.6    | 1.6       | .3    | 16.4  | 17.5 |
| 2003–04 | Maccabi | 21         | 21        | 35.1 | .542 | .490 | .870      | 5.8   | 3.5    | 1.2       | .4    | 16.0  | 22.2 |
| 2004–05 | Maccabi | 24         | 24        | 34.7 | .545 | .476 | .856      | 5.3   | 3.6    | 2.0       | .6    | 18.0  | 24.9 |
| 2005–06 | Maccabi | 25         | 25        | 35.5 | .522 | .365 | .787      | 6.9   | 3.8    | 1.7       | .2    | 14.8  | 20.5 |
| Career  |         | 90         | 89        | 35.0 | .528 | .411 | .818      | 5.8   | 3.2    | 1.6       | .4    | 16.3  | 21.4 |

## Vanjske poveznice
- Profil na Euroleague.net
- Profil na NBA.com
- Profil[neaktivna poveznica] na Basketpedya.com